# 孔特勒穆兰
孔特勒穆兰（法語：Contremoulins，法語發音：[kɔ̃tʁəmulɛ̃]）是法国滨海塞纳省的一个市镇，属于勒阿弗尔区。

## 地理
孔特勒穆兰（49°43'33"N, 0°25'38"E）面积4.38 平方千米，位于法国诺曼底大区滨海塞纳省，该省份为法国北部沿海省份，其西部及北部濒大西洋英吉利海峡，东起顺时针与索姆省、瓦兹省、厄尔省和卡爾瓦多斯省接壤。
与孔特勒穆兰接壤的市镇（或旧市镇、城区）包括：贝克德莫尔塔涅、冈兹维尔、图桑。

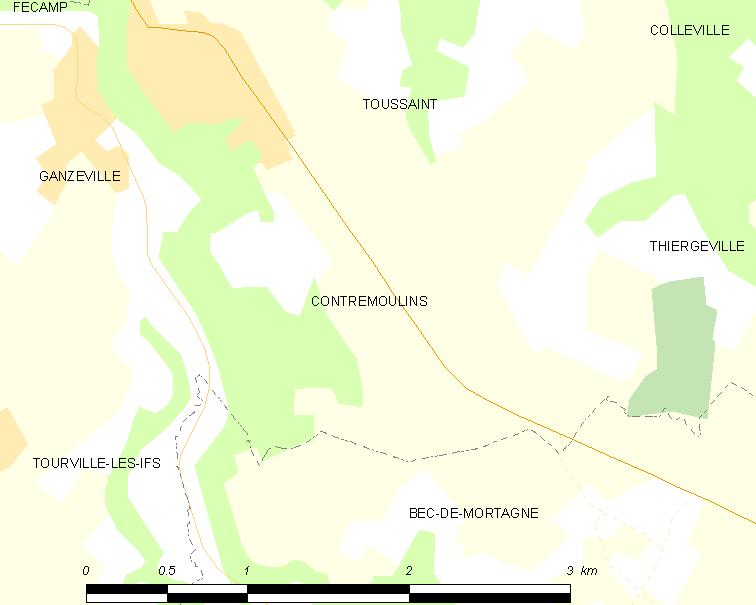
孔特勒穆兰的OSM定位图

孔特勒穆兰的时区为UTC+01:00、UTC+02:00（夏令时）。

## 行政
孔特勒穆兰的邮政编码为76400，INSEE市镇编码为76187。

## 政治
孔特勒穆兰所属的省级选区为费康县。

## 人口

1962-2008年间孔特勒穆兰人口变化图示

孔特勒穆兰于2022年1月1日时的人口数量为167人。